# Olimpiada Przedsiębiorczości
Olimpiada Przedsiębiorczości – olimpiada szkolna z zakresu przedsiębiorczości, organizowana od 2005 przez 5 uczelni ekonomicznych (UE w Katowicach, UE we Wrocławiu, UE w Poznaniu, UE w Krakowie oraz Szkołę Główną Handlową w Warszawie) oraz Fundację Promocji i Akredytacji Kierunków Ekonomicznych. W założeniach organizatorów Olimpiada Przedsiębiorczości będzie łączyć w sobie różne cele. Począwszy od rozbudzania i wzmacniania postaw oraz zachowań przedsiębiorczych wśród uczniów, poprzez tworzenie pozytywnego klimatu wokół działalności biznesowej, wypracowanie dla nauczycieli przedmiotu wzorca dydaktycznego, służącego rozwijaniu zainteresowań ekonomicznych u młodzieży uzdolnionej, a skończywszy na zachęcaniu licealistów do studiowania na uczelniach ekonomicznych. Zakres tematyczny Olimpiady jest zgodny z zakresem programu nauczania przedsiębiorczości w szkołach ponadgimnazjalnych, poszerzony dodatkowo o zagadnienia związane ze zmienianym corocznie hasłem przewodnim.
Olimpiada jest finansowana przez Ministerstwo Edukacji Narodowej, na podstawie wyników otwartego konkursu ofert.

## Przebieg Olimpiady

### I Etap – Eliminacje szkolne
I Etap Olimpiady odbywa się w grudniu i jest przeprowadzany przez Komisje Szkolne. Nadzór nad eliminacjami sprawują Komitety Okręgowe. I Etap trwa jedną godzinę zegarową i polega na rozwiązaniu testu wiedzy. Za każde pytanie, w zależności od jego trudności, można uzyskać 1 lub 2 punkty (za odpowiedź błędną minus 0,5 – 1 pkt). Do eliminacji okręgowych przechodzi łącznie (ze wszystkich okręgów) 1250 osób. Podział 1250 miejsc na Okręgi dokonywany jest po zamknięciu rejestracji na Olimpiadę i jest proporcjonalny do liczby zgłoszeń zawodników w poszczególnych Okręgach. Do eliminacji okręgowych przechodzą zawodnicy, którzy uzyskali największą liczbę punktów w danym Okręgu.

### II Etap – Eliminacje okręgowe
II Etap odbywa się w marcu i jest organizowany przez Komitety Okręgowe. Składa się z dwóch części: rozwiązania testu wiedzy o stopniu trudności wyższym niż w eliminacjach szkolnych (jedna godzina zegarowa, punktacja jak w I Etapie) oraz zespołowego rozwiązania zadania diagnostycznego lub projektowego (za prace zespołowe można uzyskać co najwyżej 75% maksymalnej do zdobycia liczby punktów z testu). Po sprawdzeniu testu Komitety Okręgowe podają do publicznej wiadomości alfabetyczną listę 50 zawodników dla każdego Okręgu, z najwyższą liczbą punktów z testu eliminacji okręgowych, którzy kwalifikują się do II etapu eliminacji okręgowych. Zwycięzcami eliminacji okręgowych Olimpiady zostaje po 15 zawodników z każdego Okręgu, którzy zdobyli największą liczbę punktów łącznie z testu i prac zespołowych. Ponadto, do etapu centralnego kwalifikuje się 25 zawodników (tzw. „lucky losers”), którzy uzyskali w skali kraju najwyższe wyniki z części testowej. Łącznie do finału kwalifikuje się 100 osób.

### III Etap – Eliminacje centralne
III etap jest przeprowadzany w kwietniu przez Komitet Główny w Szkole Głównej Handlowej w Warszawie. Składa się z trzech części. W pierwszej należy rozwiązać test wiedzy o stopniu trudności wyższym niż w eliminacjach okręgowych (jedna godzina zegarowa, punktacja w systemie 1 lub 2 pkt za poprawną odpowiedź (w zależności od trudności pytania) lub 0 pkt za odpowiedź niepoprawną). Prace testowe są sprawdzane i zostaje wyłonionych 25 laureatów Olimpiady, 25 finalistów Olimpiady oraz 50 uczestników eliminacji centralnych. 
W II części laureaci dokonują publicznej, wcześniej przygotowanej prezentacji tzw. elevator pitch (za prezentację można uzyskać co najwyżej 75% maksymalnej do zdobycia liczby punktów z testu). W III części odbywa się quiz wiedzy na wzór programu „1 z 10", w którym bierze udział 10 laureatów z największą sumą zdobytych punktów w dwóch poprzednich konkurencjach. Po podsumowaniu punktów tworzona jest Lista Laureatów Olimpiady i wyłaniany jest zwycięzca.

## Edycje
| Edycja | Rok       | Hasło                                                              | Uczestnicy | Szkoły | Zwycięzca                                  |
| ------ | --------- | ------------------------------------------------------------------ | ---------- | ------ | ------------------------------------------ |
| I      | 2005/2006 | Etyka w działalności biznesowej                                    | 14 320     | 726    | Jerzy Koronkiewicz (I LO Białystok)        |
| II     | 2006/2007 | Tworzenie wartości przedsiębiorstwa                                | 19 169     | 931    | Mateusz Frankowski (LO Komarówka Podlaska) |
| III    | 2007/2008 | Psychologia biznesu                                                | 15 177     | 802    | Michał Kamiński (XII LO Wrocław)           |
| IV     | 2008/2009 | Współczesne zarządzanie – koncepcje i metody                       | 19 241     | 1008   | Konrad Bąbliński (XIII LO Szczecin)        |
| V      | 2009/2010 | Marketing w przedsiębiorstwie – mechanizmy, instrumenty, strategie | 21 249     | 1112   | Daniel Majewski (I LO Białystok)           |
| VI     | 2010/2011 | Inwestor na rynku – giełda, prywatyzacje, fuzje i przejęcia        | 21 442     | 1116   | Piotr Romanik (III LO Białystok)           |
| VII    | 2011/2012 | Społeczna odpowiedzialność biznesu                                 | 19 342     | 1078   | Rafał Wachowski (I LO Łomża)               |
| VIII   | 2012/2013 | Ludzie w przedsiębiorstwie                                         | 20 888     | 1102   | Damian Jelito (I LO Nowy Sącz)             |
| IX     | 2013/2014 | Własna firma                                                       | 23 287     | 1214   | Michał Borek (XXVIII LO Warszawa)          |
| X      | 2014/2015 | Zarządzanie zmianą                                                 | 20 164     | 1102   | Szymon Łopocz (II LO Racibórz)             |
| XI     | 2015/2016 | Nowe przewagi konkurencyjne – technologia, informacja, społeczność | 17 712     | 1051   | Konrad Grabowicz (VI LO Bydgoszcz)         |
| XII    | 2016/2017 | Przywództwo w biznesie                                             | 15 725     | 984    | Paweł Sosnowski (GiLA Toruń)               |
| XIII   | 2017/2018 | Sukces w biznesie – ludzie, wizerunek, strategia                   | 13 334     | 867    | Wiktor Skowroński (LON 40 Warszawa)        |
| XIV    | 2018/2019 | Trendy na rynku kapitałowym                                        | 11 736     | 735    | Agata Książek (II PLO Opole)               |
| XV     | 2019/2020 | Zarządzanie różnorodnością w organizacji                           | 11 832     | 713    | brak                                       |
| XVI    | 2020/2021 | Biznes w uwarunkowaniach zrównoważonego rozwoju                    | 3966       |        | Bazyli Widawski (III LO Katowice)          |
| XVII   | 2021/2022 | Strategie inwestowania na rynku kapitałowym                        | 4048       |        | Karolina Stasica (III LO Bielsko-Biała)    |
| XVIII  | 2022/2023 | Biznes i zarządzanie                                               | 5017       |        | Mateusz Denysiuk (V LO Gdańsk)             |
| XIX    | 2023/2024 | Zrównoważone przedsiębiorstwo                                      | 6759       |        | Patrycja Smentoch                          |
| XX     | 2024/2025 |                                                                    |            |        |                                            |

## Okręgi i komitety

### Komitet Główny
Pracami Komitetu Głównego kieruje Przewodniczący – prof. Marek Rocki.
Komitet Główny składa się z Podkomitetu Naukowego oraz Podkomitetu Organizacyjnego.
Podkomitet Naukowy

1. prof. Maria Romanowska (przewodnicząca)

2. prof. Piotr Wachowiak (sekretarz)

3. prof. Mariusz Bratnicki – przedstawiciel UE Katowice

4. dr hab. Hanna Mizgajska – przedstawiciel UE Poznań

5. prof. Jan Lichtarski – przedstawiciel UE Wrocław

6. mgr Zygmunt Kawecki – przedstawiciel SNPiEE

7. prof. Maria Urbaniec – przedstawiciel UE Kraków
Podkomitet Organizacyjny

1. prof. Marek Rocki (przewodniczący) – FPAKE

2. dr Marcin Dąbrowski (sekretarz) – FPAKE

3. prof. Wojciech Dyduch – przedstawiciel UE Katowice

4. dr Zbigniew Michalik – przedstawiciel UE Kraków

5. prof. Dariusz Nowak – przedstawiciel UE Poznań

6. prof. Jerzy Niemczyk – przedstawiciel UE Wrocław

7. prof. Roman Sobiecki – przedstawiciel SGH

dr hab. Roman Sobiecki (SGH) zawiesił pełnienie obowiązków członka Komitetu na czas udziału w Olimpiadzie uczniów Niepublicznego Liceum Ogólnokształcącego nr 81 SGH.
Rada Konsultacyjna
1. mgr Marta Helt (Liceum Ogólnokształcące nr III im. A. Mickiewicza we Wrocławiu
2. mgr Patryk Araszkiewicz (XIII Liceum Ogólnokształcące w Szczecinie)
3. mgr Tomasz Bieńkowski (V Liceum Ogólnokształcące im. A. Witkowskiego w Krakowie)
4. mgr Piotr Bury (I Liceum Ogólnokształcące im. M. Skłodowskiej-Curie w Pile)
5. mgr Andrzej Czyżewski (IV Liceum Ogólnokształcące im. T. Kościuszki w Toruniu)
6. mgr Małgorzata Drwięga (Liceum Ogólnokształcące nr XIV im. Polonii Belgijskiej we Wrocławiu)
7. mgr Marcin Gut (Liceum Ogólnokształcące Towarzystwa Szkolnego im. M. Reja w Bielsku-Białej)
8. mgr Piotr Głogowski (XXVII Liceum Ogólnokształcące im. T. Czackiego w Warszawie)
9. mgr Wojciech Kątnik (IV Liceum Ogólnokształcące im. M. Kopernika w Rzeszowie)
10. mgr Waldemar Kotowski (III Liceum Ogólnokształcące z Oddziałami Dwujęzycznymi im. Marynarki Wojennej RP w Gdyni)
11. mgr Grażyna Kozłowska (Publiczne Liceum Ogólnokształcące nr III z oddziałami dwujęzycznymi im. M. Skłodowskiej-Curie w Opolu)
12. mgr Marta Martyniuk (Liceum Ogólnokształcące im. św. Jadwigi Królowej w Kielcach)
13. mgr Ewa Michalska (Publiczne Liceum Ogólnokształcące nr II z Oddziałami Dwujęzycznymi im. M. Konopnickiej w Opolu)
14. mgr Ewa Nowak (Liceum Ogólnokształcące nr VII im. K. K. Baczyńskiego we Wrocławiu)
15. mgr Sabina Pasiut (I Liceum Ogólnokształcące im. J. Długosza w Nowym Sączu)
16. mgr Marcin Pudło (I Liceum Ogólnokształcące im. M. Kopernika w Krośnie)
17. mgr Lucja Ryńska (III Liceum Ogólnokształcące im. K. K. Baczyńskiego w Białymstoku)
18. dr Wioletta Turowska (Liceum Ogólnokształcące nr III im. A. Mickiewicza we Wrocławiu)
19. mgr Andrzej Urban (Liceum Ogólnokształcące nr XII im. Bolesława Chrobrego we Wrocławiu)

Ciałem wspierającym przygotowania Olimpiady Przedsiębiorczości jest Rada Konsultacyjna, działająca przy Komitecie Głównym OP. W skład Rady wchodzą nauczyciele podstaw przedsiębiorczości – opiekunowie najlepszych zawodników dotychczasowych edycji Olimpiady.

### Komitety Okręgowe
Uniwersytet Ekonomiczny w Katowicach

(województwa: śląskie, świętokrzyskie, łódzkie)

Przewodniczący: prof. Mariusz Bratnicki

Sekretarz: dr Rafał Kozłowski
Uniwersytet Ekonomiczny w Krakowie

(województwa: małopolskie, podkarpackie, lubelskie)

Przewodniczący: prof. Anna Francik

Sekretarz: mgr Dorota Smolińska
Uniwersytet Ekonomiczny w Poznaniu

(województwa: wielkopolskie, kujawsko-pomorskie, zachodniopomorskie, pomorskie)

Przewodnicząca: dr hab. Hanna Mizgajska

Sekretarz: dr Dariusz Nowak
Uniwersytet Ekonomiczny we Wrocławiu

(województwa: dolnośląskie, opolskie, lubuskie)

Przewodniczący: prof. Leon Jakubów

Sekretarz: dr inż. Letycja Sołducho-Pelc
Szkoła Główna Handlowa w Warszawie

(województwa: mazowieckie, podlaskie, warmińsko-mazurskie)

Przewodnicząca: prof. Marta Juchnowicz

Sekretarz: mgr Bartosz Majewski